# Коммунальный мост (Томск)
Коммунальный (Южный, Старый) мост — мост через реку Томь в Томске.
Инженерное сооружение длиной более 2 километров, в его состав входят мост через реку Томь со сталежелезобетонными пролётными строениями в виде неразрезной восьмипролётной балки по схеме 65+6х87+65, двухуровневые транспортные развязки на обеих сторонах Томи и железобетонный трехпролётный путепровод. Ширина проезжей части моста — 15,6 метров с двумя тротуарами по 1,5 метров каждый. Общая длина моста более 720 метров.
На левом берегу расположен стационарный пост ДПС в виде башни.
Берега рядом с мостом по обеим сторонам реки являются популярными местами летнего отдыха томичей, здесь загорают, а в реке — купаются, несмотря на то, что вода в этих местах обычно признаётся Роспотребнадзором непригодной для купания.
Под коммунальным мостом, поперёк реки, проходит дайка — горная порода, состоящая из роговой обманки, пироксена и полевых шпатов.

## История
Является первым, по времени постройки, капитальным мостом через Томь в Томске.
Ранее на месте нынешнего Коммунального моста были понтонный мост, паромная и ледовая переправа.
Строительство моста шло с 1969 по 1973 годы мостостроительным предприятием Мостоотряд-101, запуск в эксплуатацию состоялся в 1974 году.
Более четверти века, до постройки в 1999 году Нового (Северного) моста через Томь в районе Северска, Коммунальный мост был единственным способом сообщения между Томском и западными районами Томской области, а также выходом на федеральную автодорогу Р255 («Сибирь»).
На правом берегу выше по течению находится насосно-фильтровальная станция Томскводоканала. Непосредственно от моста начинается улица Нахимова. По самому мосту проходит улица Московский тракт.
Мост находится в муниципальной собственности города Томска.
В 2008 году была проведена реконструкция моста.
В мае 2022 года был начат капитальный ремонт моста, который был завершён в начале сентября 2023 года.

## Галерея

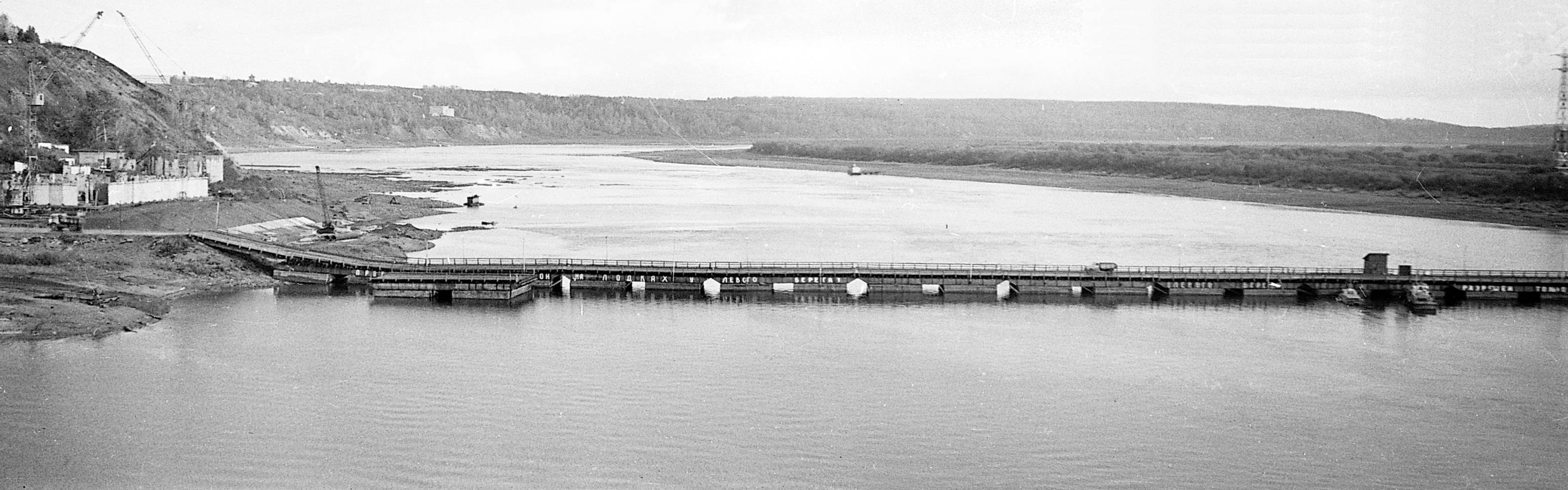
Предшественник, понтонный мост, 1973
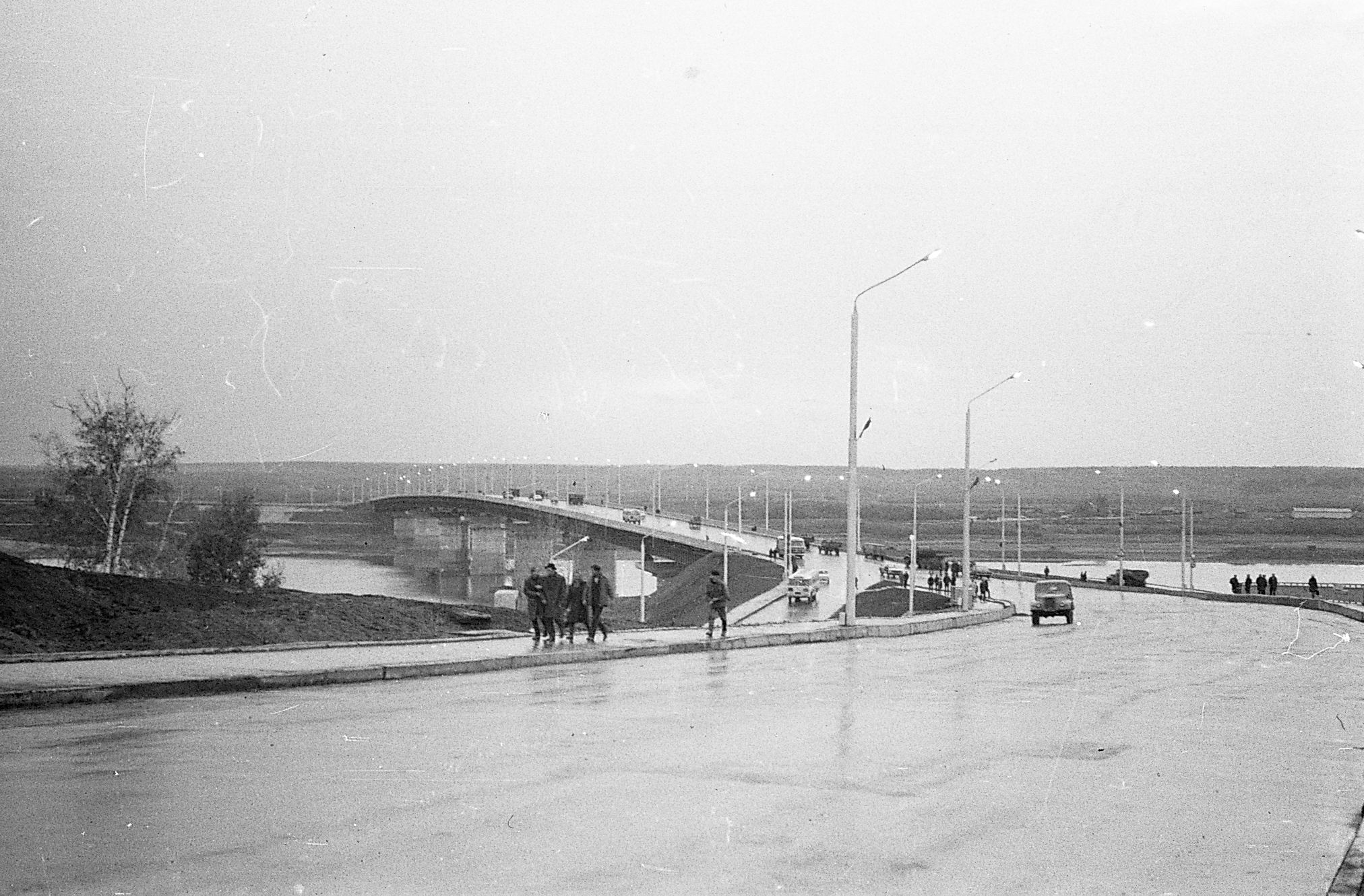
Вид моста сразу после открытия, 1973
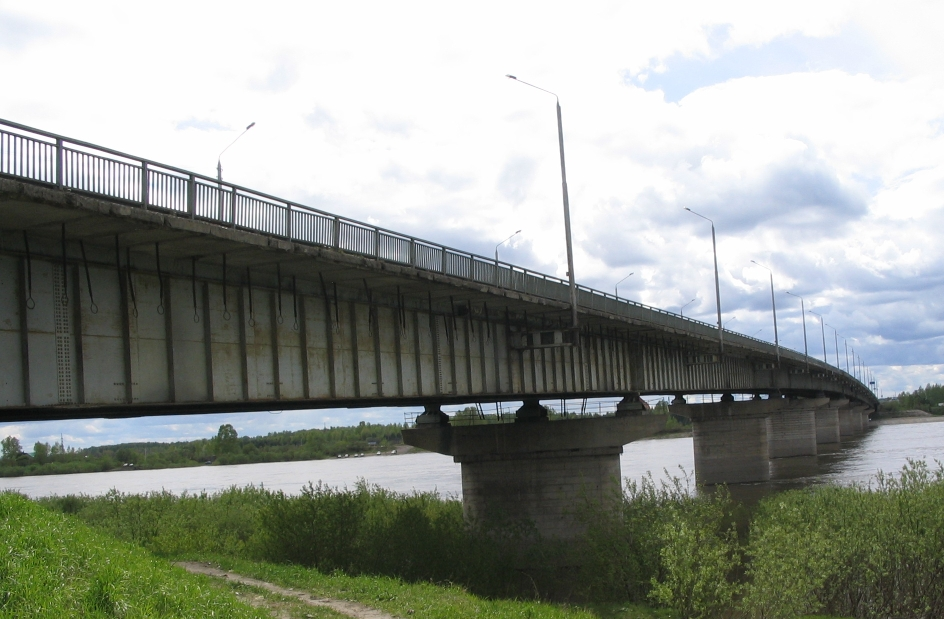
Вид моста с северо-восточной стороны
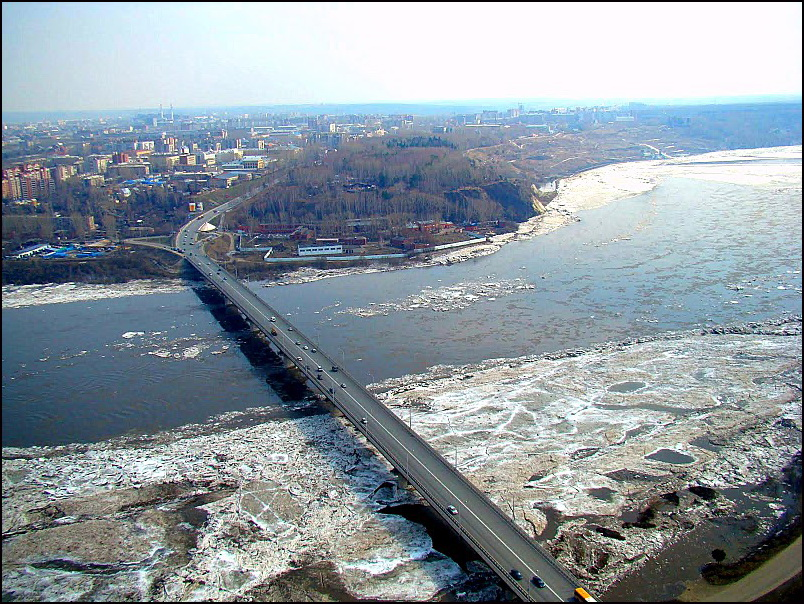
Вид сверху
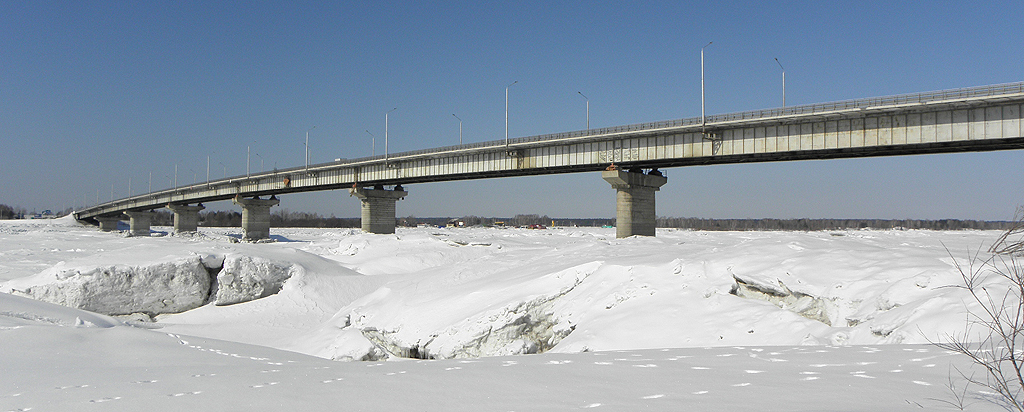